# Thalaina paronycha
Thalaina paronycha es una especie de polillas perteneciente a la familia Geometridae. Fue erigido por el entomólogo británico Oswald Bertram Lower en 1900. Se encuentra distribuido con endemismo en Australia.

## Descripción
Es una polilla mediana con una envergadura de 40 milímetros (1,6 plg). Las polillas adultas tienen alas blancas. Las alas delanteras cuentan con líneas marrones alrededor de los bordes, y estas líneas marrones forman una «N» mayúscula. Las alas traseras presentan una mancha gris irregular submarginal. 